# Sandra Völker
Sandra Völker (Lübeck, 1. travnja 1974.) je bivša njemačka plivačica.
Na Olimpijskim igrama osvojila je tri medalje (1 srebro, 2 bronce), a višestruka je svjetska i europska prvakinja u plivanju.
Bogatu karijeru okončala je u ožujuku 2008. godine.